# Homole (kraj hradecki)
Homole – część wsi Borovnice w Czechach, w kraju hradeckim, w powiecie Rychnov nad Kněžnou. Ośrodek pielgrzymkowy, znajduje się tutaj barokowy kościół pokutny Matki Bożej Bolesnej z lat 1692-1696, ufundowany przez hr. Teresę Eleonorę Ugarte.
Jednonawowy kościół z ozdobnym zachodnim szczytem posiada wieżę z 1740r. (poprzednią zwaliła wichura). Wewnątrz znajduje się ołtarz główny z 1779 oraz 2 ołtarze boczne z 1888. Na lewo od ołtarza głównego cudowny obraz Panny Marii Ústeckiej. Świątynię flankują 2 kaplice (św. Jana Nepomucena oraz Wniebowzięcia NMP) z 1703r. Na cmentarzu kostnica z 1778r. Wschodnie wejście na cmentarz ozdobione 2 figurami - św. Jana Nepomucena oraz św. Wacława, natomiast zachodnia brama, z której roztacza się wzdłuż osi schodów daleki widok na Borovnice oraz lasy w połączeniu Dzikiej oraz Cichej Orlicy, ozdobiona jest figurami św. Marii Magdaleny oraz św. Jana.
Charakterystyczna cechą kompleksu są późnobarokowe, posadowione częściowo na arkadach schody z piaskowca ze 153 stopniami oraz 16 pomostami o misternie dekoracyjnych balustradach. Liczba schodów oraz pomostów odpoczynkowych odpowiada ilości modlitw "Zdrowaś Maria" i "Ojcze nasz" w różańcu. Przy wejściu na schody znajdują się figury św. Antoniego z Padwy z Dzieciątkiem oraz św. Wincentego trzymającego rękę na głowie chłopca. Pierwotnie schody zdobił zespół 10 figur świętych, 14 aniołów oraz 20 waz stojących na balustradach (wszystkie z 1707), do dziś zachowała się tylko część z nich (wiele skradziono po otwarciu granic w 1989).

## Bibliografia

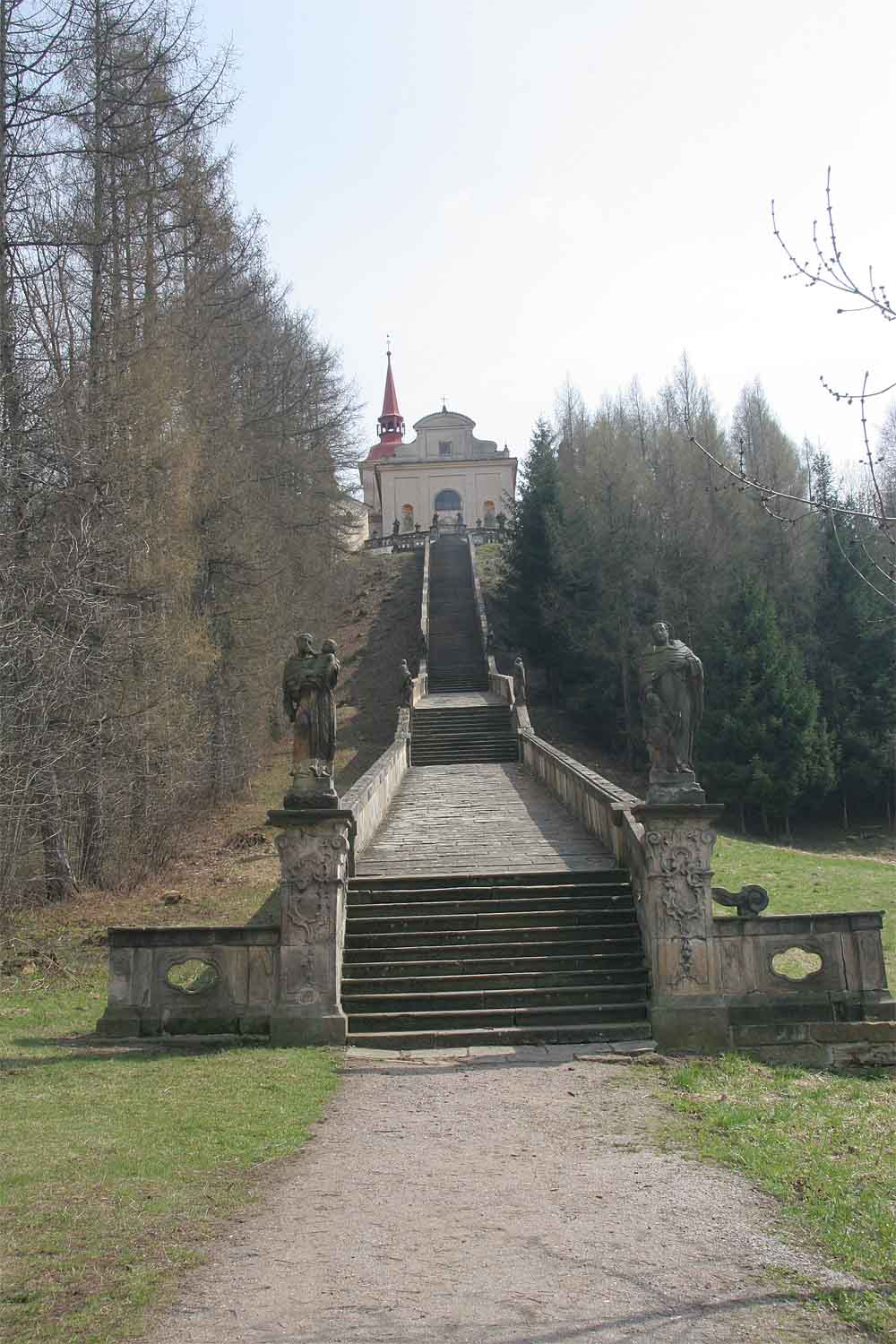
Schody (widok z dołu)
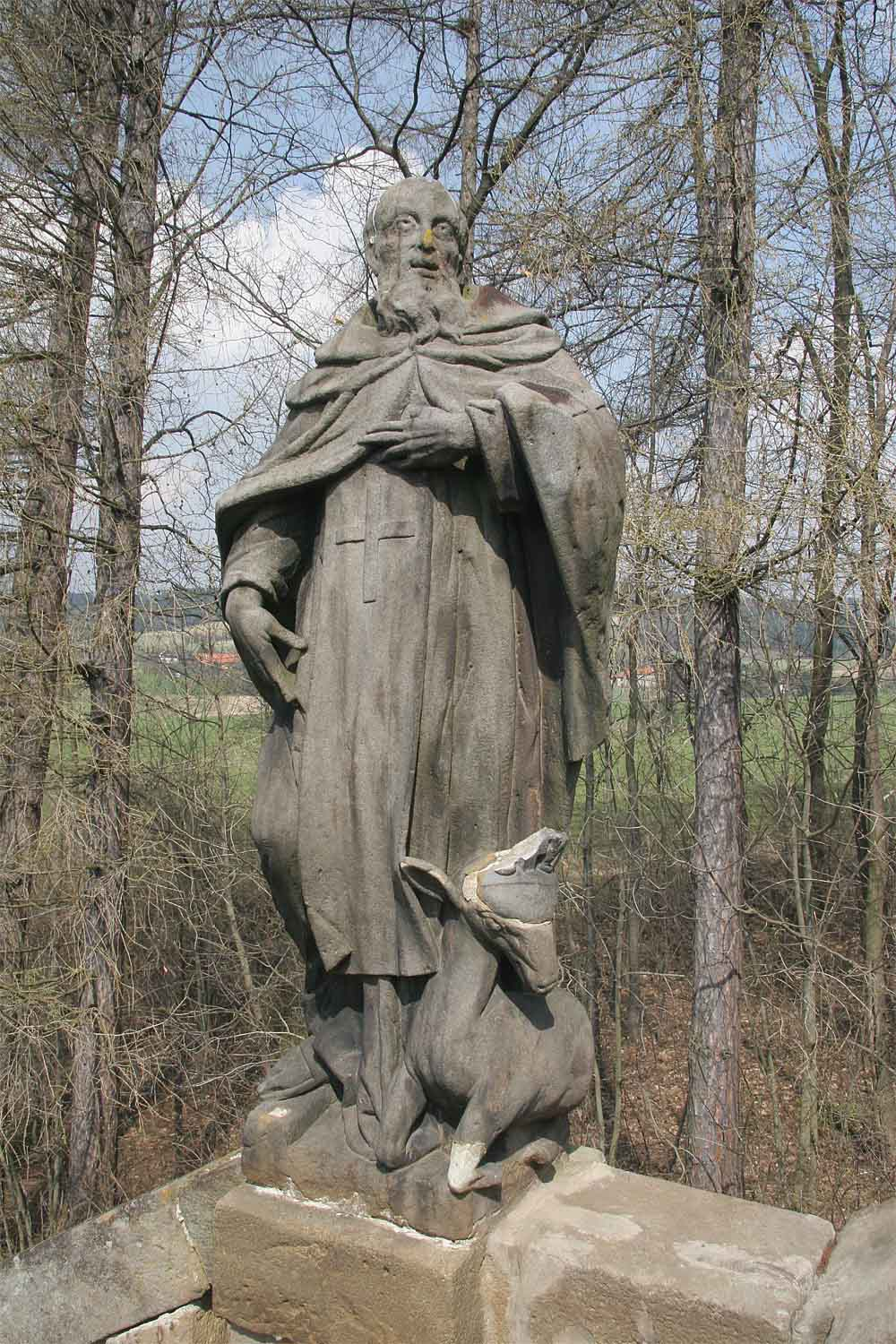
Św. Feliks z Valois
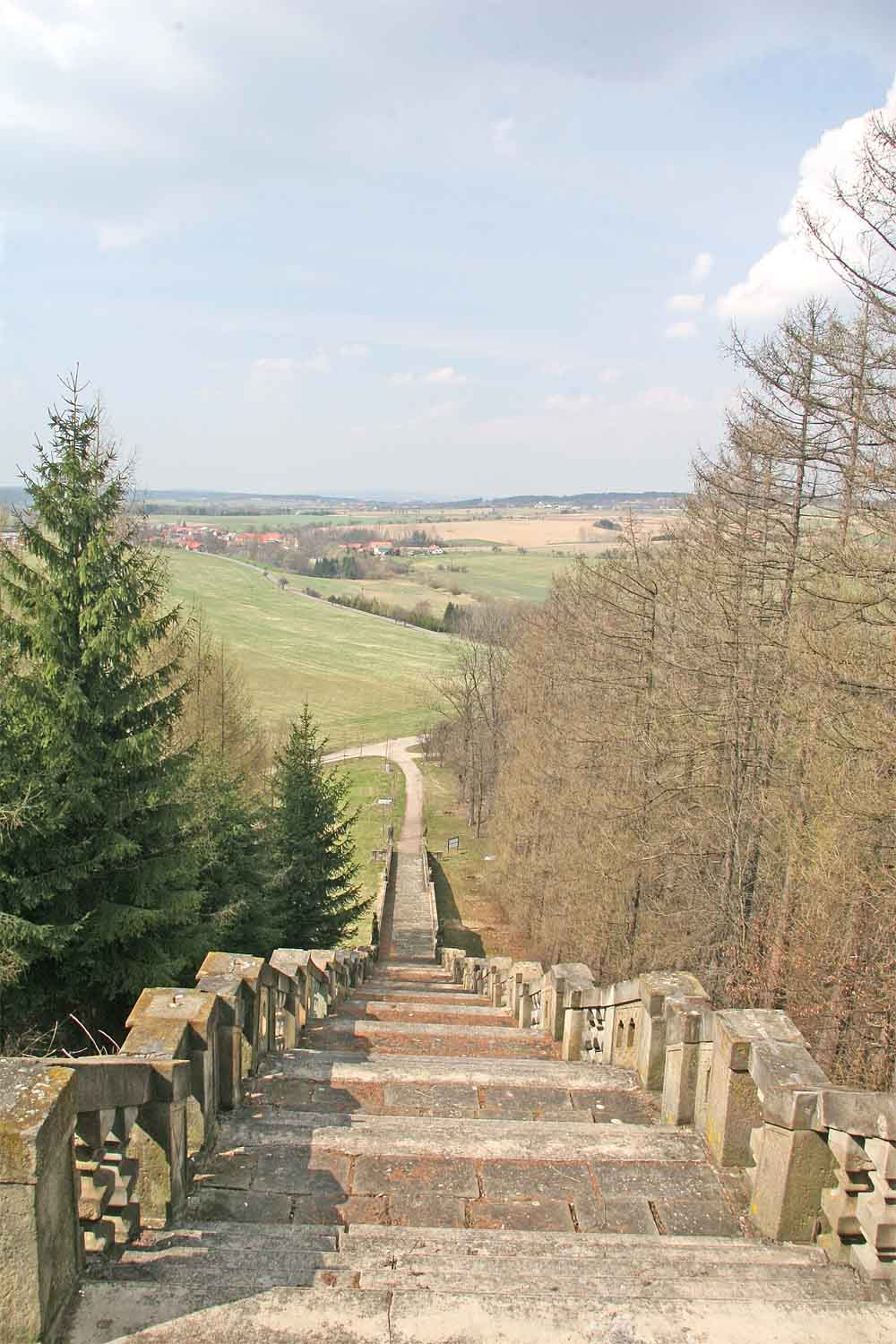
Schody (widok z góry)
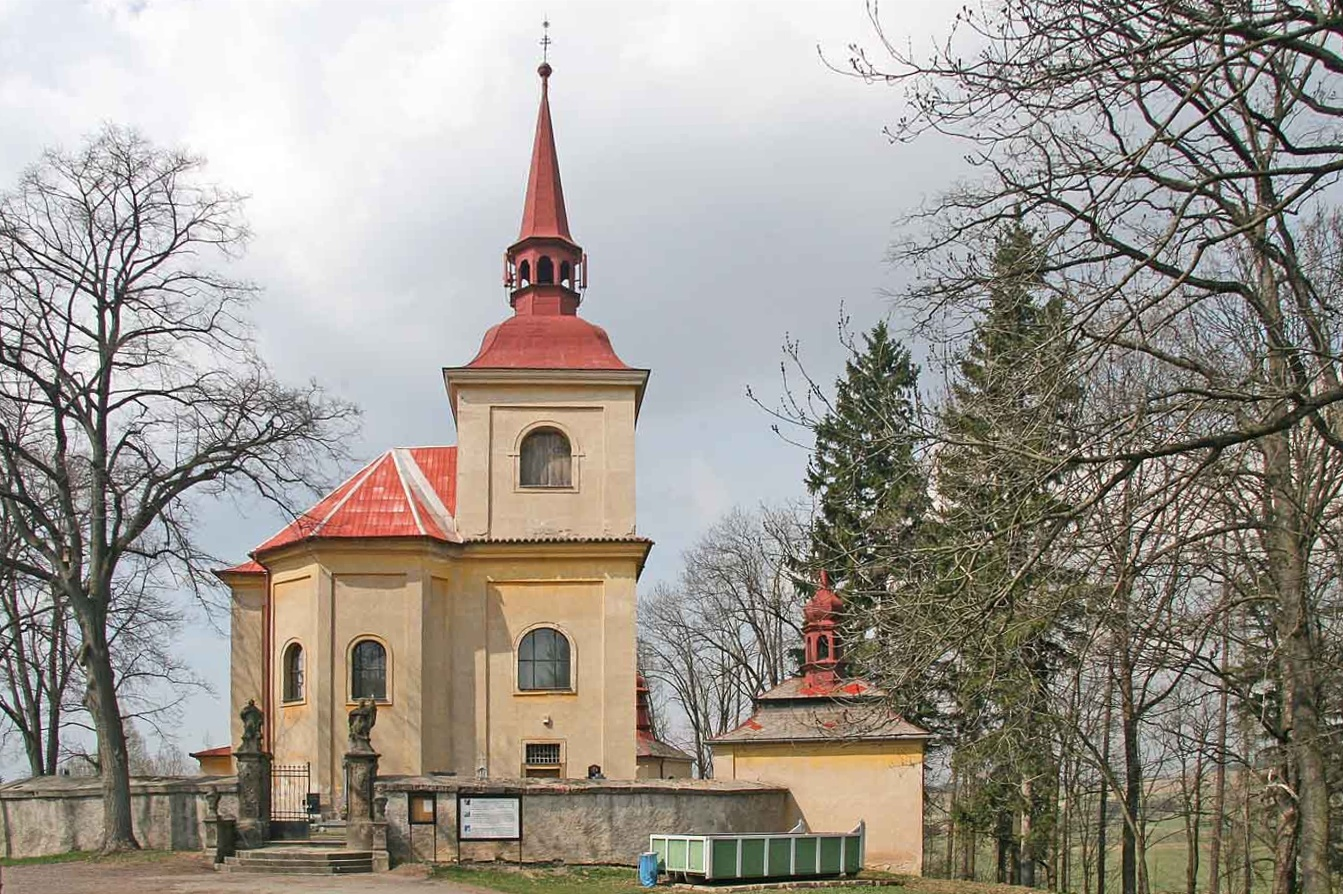
Kościół Matki Boskiej Bolesnej